# Agent encobert
Un agent encobert o secret, també conegut col·loquialment com a "talp", és un infiltrat en una organització que, en realitat, en serveix una altra. Els talps poden dedicar-se o bé a activitats il·legals, com l'espionatge o la provocació, o bé a activitats legals, que és el cas dels membres de la policia que investiguen organitzacions socials, polítiques, sindicals o organitzacions il·legals o criminals.
En aquest segon cas, el talp actua amb autorització judicial. D'aquesta manera, l'agent encobert investiga el crim des de l'interior de l'organització criminal, actuant sense excedir el marc de les garanties constitucionals bàsiques i aprofitant-se de les oportunitats i facilitats que li brinda qui ja està predisposat a cometre un fet delictiu. Tal predisposició, el dol preexistent, és el que diferencia la seua funció de la de l'agent provocador.
Atès que alguns delictes només poden descobrir-se i provar-se si els òrgans encarregats de la prevenció aconsegueixen ser admesos en el cercle de la intimitat en què tenen lloc, en alguns sistemes judicials es permet al jutge de designar per resolució a agents de les forces de seguretat en activitat perquè s'introduïsquen de forma encoberta com a integrants d'organitzacions delictives, a fi d'obtindre informació sobre els seus integrants, funcionament, finançament, etc. La regla és el manteniment de l'estricte secret de l'actuació de l'agent encobert, i l'excepció queda justificada pel caràcter absolutament imprescindible de l'aportació testifical. En cas de revelació de la identitat real de l'agent encobert, la seua situació de perill personal és assumida per la llei i obliga a la seua protecció mitjançant les mesures adequades ordenades abans de concretar-se la declaració testimonial.
Cal ressaltar també la figura de l'agent encobert informàtic, que té la finalitat d'esclarir els fets constitutius de delictes a través de comunicacions mantingudes en les xarxes socials o altres formes de connexió d'internet. A l'Estat espanyol, aquesta figura va ser regulada per la Llei orgànica 13/2015, de 5 d’octubre, de modificació de la Llei d’enjudiciament criminal.

## Agents encoberts de la Policia Nacional als Països Catalans
Un agent encobert del Cos Nacional de Policia espanyol, amb la identitat falsa de Marc Hernàndez Pon, va estar en actiu en el moviment pel dret a l’habitatge i en l'esquerra independentista de Barcelona des de juny de 2020 fins al maig de 2022.
Un altre agent, amb el nom fictici de Daniel Hernàndez Pons, també va participar en diversos col·lectius dels moviments socials de la mateixa ciutat entre juny de 2020 i gener de 2023. Aquest cas va ser més polèmic perquè el policia utilitzà les relacions sexoafectives per a infiltrar-se, cosa que ja s'ha detectat en altres casos de les mateixes característiques, com ara l'anomenat Spycops Scandal, al Regne Unit, on hi va haver activistes que fins i tot van tenir fills amb agents encoberts sense saber que ho eren.
El 2023 se'n va fer públic un tercer cas, aquesta vegada a València. Amb el nom fals de Ramon Martínez Hernàndez, un agent de policia va estar des de març de 2020 fins a setembre de 2021 participant dels moviments antifeixistes i anarquistes de la capital valenciana.
Tots tres casos podrien formar part d'una operació coordinada per a introduir múltiples espies en l'activisme dels Països Catalans, depenent del Comissari General d'Informació del Cos Nacional de la Policia espanyol, Eugenio Pereiro Blanco.